# NGC 4648
NGC 4648 ist eine Elliptische Galaxie mit aktivem Galaxienkern vom Hubble-Typ E3 im Sternbild Drache am Nordsternhimmel. Sie ist schätzungsweise 69 Millionen Lichtjahre von der Milchstraße entfernt und hat einen Durchmesser von etwa 35.000 Lichtjahren.
Das Objekt wurde am 22. November 1797 von William Herschel entdeckt.